# امیل چوران
امیل چوران (رومانیایی: Emil Cioran؛ زاده ۸ آوریل ۱۹۱۱ – درگذشته ۲۰ ژوئن ۱۹۹۵) فیلسوف و جستارنویس اهل رومانی بود. تحصیلاتش را در دانشگاه بخارست آغاز کرد و همان‌جا با اوژن یونسکو و میرچا الیاده آشنا شد که به دوستی تا پایان عمر انجامید. در ۱۹۳۳ برای ادامه تحصیل به برلین رفت و در آن دوران بیشتر از فلاسفه ای چون نیچه، شوپنهاور، کی‌یرکگور، کانت و شستوف تأثیر گرفت. از او آثاری به زبان رومانیایی و فرانسوی به جا مانده‌است. در آثار او موضوعاتی چون نیهیلیسم، پوچی، مرگ و خودکشی، یاس، بدبینی، رنج و عذاب محوریت دارند. از آثار اولیهٔ او می‌توان به بر قله‌های ناامیدی اشاره کرد که به رومانیایی منتشر شد و بسیار مورد استقبال قرار گرفت. از اولین آثار او به زبان فرانسه با عنوان " تاریخچه مختصر زوال (۱۹۴۹) " جایزه معتبر Rivarol را در سال ۱۹۵۰ از آن خود کرد، اما چوران پس از آن از پذیرش هر جایزه ای، سر باز زد. با این حال از آن پس آثارش را فقط به زبان فرانسه منتشر کرد. او در دوران نوجوانی به مدت چند سال دچار بی خوابی و شدیداً تحت تأثیر مسئله مرگ بود که اولین اثرش "بر قله‌های ناامیدی" را در اوج این تأثر نگاشت.
وی از ۱۹۴۱ به فرانسه مهاجرت کرد و تا پایان عمر در آن کشور ساکن شد. امیل چوران در سال ۱۹۹۵ درگذشت و مقبره وی در گورستان مون‌پارناس، پاریس است.
کتاب "بر قله‌های ناامیدی" با ترجمهٔ سپیده کوتی به زبان فارسی ترجمه و در نشر پیدایش چاپ شده‌است. همچنین نسخه بدون سانسور این کتاب در دانمارک توسط فرناز ارشی به فارسی ترجمه‌ شده و  انتشارات آوای بوف آن را بصورت کتاب الکترونیکی و کتاب صوتی منتشر نموده است. از مهم ترین آثار چوران که شهرت بسیاری برای او به ارمغان آورد و برخی آن را شاهکار او خوانده اند کتاب "دردسر متولد شدن" است. این کتاب مجموعه ای از گزین گویه ها است که چوران آن ها را در دوران بلوغ فکری خود خلق و منتشر کرده است. این اثر را فرهاد کربلایی به فارسی ترجمه و نشر ثالث آن را منتشر کرده است.